# Awan (Aragacotn)
Awan – wieś w Armenii, w prowincji Aragacotn. W 2011 roku liczyła 715 mieszkańców.